# Ayenia cubensis
Ayenia cubensis là một loài thực vật có hoa trong họ Cẩm quỳ. Loài này được A.Rodr. mô tả khoa học đầu tiên năm 1985.